# خانه رضا حسن الحسینی
خانه رضا حسن الحسینی مربوط به دوره قاجار است و در اصفهان، محله دردشت، خیابان ابن سینا، کوچه شهید علی عروجی واقع شده و این اثر در تاریخ ۱۳ مرداد ۱۳۷۶ با شمارهٔ ثبت ۱۹۰۷ به‌عنوان یکی از آثار ملی ایران به ثبت رسیده‌است.